# Frazeologická kontaminace
Frazeologická kontaminace je jeden z aktualizačních zásahů do frazému, který spočívá v zkřížení formální nebo významové výstavby frazému s jinou frazémou nebo s volným kontextem. 
Podnětem ke kontaminaci se obvykle stává paralelní výstavba dvou slovních spojení (např. společná nebo podobná komponenta, podobné konstrukční ztvárnění atd.) Nebo nějaké společné či příbuzné významové vlastnosti. Pokud dochází ke zkřížení dvou frazémů, mluví se o vnitroúrovňové kontaminaci frazémů, např.: protly začarovaný kruh – výsledek kombinace jednotky přetnout gordický uzel a jednotky začarovaný kruh, svrběla ho tehdy na jazyku otázka (tisk) je výsledek zkřížení jednotek mít něco na jazyku a jazyk ho svědí. Pokud se kříží jisté vlastnosti frazému s vlastnostmi slov z jejího kontextu, jde o meziúrovňovou kontaminaci. Patří sem všechny případy nenáležitého zapojení frazému do kontextu, např. držet jazyk za svými porouchanými zuby (zkřížení nesouvisejících významů je spíše narušením kvalit použitého frazému než jejich rozpracování v zájmu obohacení významové výstavby textu). 
Specifickým případem meziúrovňové kontaminace je zkřížení frazému s volným spojením, které vyjadřuje přibližně stejný význam jako frazém, např.: teď se mám hej. Jednotka nyní mi je hej má význam, který se dá popsat volným spojením teď se mám dobře, ve výsledném výrazu je nepotřebná tautologie. Jiný příklad: ten má hodně mluvící jazyk (tisk). Výraz vznikl evidentním zkřížením frazému mít dlouhý jazyk s volným spojením hodně vyprávět, které má týž význam jako uvedený frazém. Ani v těchto případech kontaminace neobohacuje, diferencován vyjádření, jde tedy o nefunkční kontaminaci. 
V krajních případech může taková kontaminace celkem narušovat významové a jiné kvality frazému a tehdy jde o chybnou kontaminaci (příklad z tisku: jablko úrazu z frazému jablko sváru a kámen úrazu). K nefunkční, příp. až chybné kontaminaci, dochází zejména tehdy, jde-li o zkřížení ne záměrné, pokud je to kontaminace náhodná (když si ji uživatel jazyka uvědomí až dodatečně, např.: při opakovaném poslechu nebo čtení). Kontaminace obohacující v nějakém směru kvality původní jednotky se někdy všeobecně rozšíří a stávají se východiskem pro vznik nového frazému, resp. aspoň nových variant. Takové zkřížení se nazývají produktivními kontaminace frazému. Pokud se v jednom výrazu setkávají vlastnosti více frazémů, příp. i více volných spojení, jde o dvojitou, resp. až trojitou kontaminaci. Např. Války verš budou tě mít na břitvičkách holiči třeba interpretovat jako výsledek zkřížení jednotek jazyk jako břitva, mít někoho na jazyku s volným kontextem, ve kterém spojení slov břitvička a holiči posouvá celý význam trochu do defrazeologizované polohy. Srov. textotvorné potence frazémů.